# Andreas Heinz (Richter)
Andreas Heinz (* 29. April 1963 in Landau in der Pfalz) ist ein deutscher Jurist und Vizepräsident des Bundessozialgerichts.

## Werdegang
Nach dem Abitur nahm Heinz ein Studium der Rechtswissenschaft an der Johannes Gutenberg-Universität Mainz auf, das er an der Albert-Ludwigs-Universität Freiburg fortsetzte und 1988 mit der Ersten Juristischen Staatsprüfung beendete. Im Anschluss an die Zweite Juristische Staatsprüfung war er im September 1991 Richter am Landgericht Koblenz. Im Februar 1995 wurde Heinz zum Richter am Sozialgericht ernannt. 1996/97 wurde er als wissenschaftlicher Mitarbeiter an das Bundessozialgericht abgeordnet. In den Jahren 2000 bis 2003 folgte eine Abordnung an das Bundesverfassungsgericht. Im Februar 2003 wurde Heinz zum Richter am Landessozialgericht Rheinland-Pfalz ernannt.
Am 13. März 2008 wurde Heinz vom Richterwahlausschuss zum Richter am Bundessozialgericht gewählt. Diese Tätigkeit trat er am 1. August 2008 an. Das Präsidium des Gerichts teilte Heinz dem für das Recht der Unfallversicherung zuständigen 2. Senat zu. Seit dem 1. Januar 2020 war Heinz Vorsitzender Richter am Bundessozialgericht. Er hat den Vorsitz des 12. Senats übernommen, der für das Beitrags- und Mitgliedschaftsrecht der Krankenversicherung, der Pflegeversicherung, der Rentenversicherung und der Arbeitslosenversicherung zuständig ist. Am 24. August 2023 erfolgte seine Ernennung zum Vizepräsidenten des Bundessozialgerichts.
Heinz ist Mitautor von Handbüchern und Kommentaren insbesondere zum Arbeitsförderungsrecht und Verfahrensrecht.